# Bảng rủi ro Sentry
Sentry là một tự động hóa cao dự đoán tác động hệ thống điều hành bởi JPL của Trung tâm Nghiên cứu NEO (CNEOS) kể từ năm 2002. Nó liên tục giám sát Danh mục cho khả năng tác động trong tương lai với Trái Đất hầu hết các tiểu hành tinh hiện nay trong vòng 100 năm tới. Bất cứ khi nào một tác động tiềm năng được phát hiện, nó sẽ được phân tích và kết quả được công bố ngay lập tức bởi Chương trình Đối tượng Trái Đất. Tuy nhiên, một vài tuần dữ liệu quang học không đủ để xác định cụ thể một năm tác động trong tương lai. Ngược lại, loại bỏ một mục trên trang rủi ro là một dự đoán tiêu cực; một dự đoán về nơi nó sẽ không được. Các nhà khoa học cảnh báo không nên lo lắng về khả năng va chạm với một vật thể chỉ dựa trên một vài tuần dữ liệu quang học cho thấy có thể gặp phải Trái Đất trong nhiều năm kể từ bây giờ. Đôi khi, thậm chí không thể nói chắc chắn phía nào của Mặt trời sẽ có vật thể như vậy vào thời điểm tác động có thể được liệt kê. Hầu hết các đối tượng trong Bảng rủi ro Sentry có vòng cung quan sát dưới 14 ngày.

## Bảng rủi ro Sentry

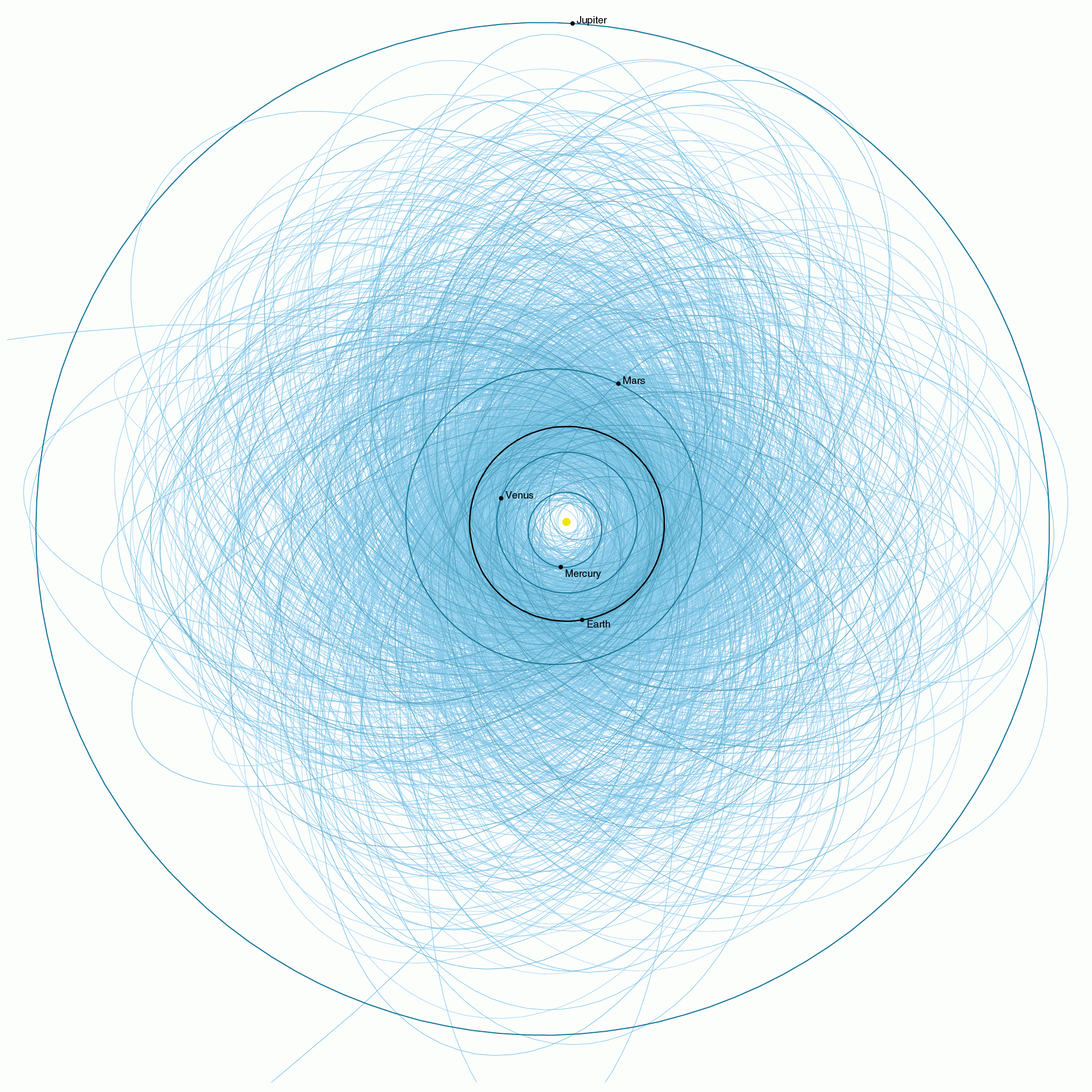
Lô quỹ đạo của các tiểu hành tinh có khả năng gây nguy hiểm đã biết

Trang Rủi ro Tác động liệt kê một số hành tinh nhỏ bị mất, cho tất cả các mục đích thực tế, thường trú nhân của trang rủi ro; việc loại bỏ chúng có thể phụ thuộc vào việc khám phá lại tình cờ. 1997 XR2 đã được tái phát hiện vào năm 2006 sau khi bị mất hơn 8 năm. 2004 BX159 được xác định là một tiểu hành tinh vành đai chính vô hại vào năm 2014. Một số vật thể trong Bảng Rủi ro Sentry, như 2000 SG344, thậm chí có thể do con người tạo ra.
2010 RF12 là tiểu hành tinh có xác suất lớn nhất (5%) khi va chạm Trái Đất, nhưng chỉ có đường kính ~ 7 mét. Các đối tượng đáng chú ý có vòng cung quan sát trong vài năm bao gồm: (29075) 1950 DA, 99942 Apophis, 101955 Bennu, và (410777) 2009 FD. Các tiểu hành tinh đáng chú ý đã bị xóa khỏi Sentry trong vài năm qua bao gồm (gần đây nhất được loại bỏ khỏi bảng được liệt kê đầu tiên): 2017 XO2, 1994 WR12, 2007 VK184, 2013 BP73, 2008 CK70, 2013 TV135, 2011 BT15, 367943 Duende, và 2011 AG5.
Đường kính của hầu hết các tiểu hành tinh gần Trái Đất chưa được nghiên cứu bằng radar hoặc hồng ngoại thường chỉ có thể được ước tính trong khoảng 2 nhân tố dựa trên cường độ tuyệt đối của tiểu hành tinh (H). Do đó, khối lượng của chúng không chắc chắn bằng khoảng 10 lần. Đối với các tiểu hành tinh gần Trái Đất không có đường kính xác định rõ, Sentry giả định một suất phản chiếu chung là 0,15. Hơn hai chục tiểu hành tinh được biết đến có cao hơn một phần triệu cơ hội tác động vào Trái Đất trong vòng 100 năm tới.
Vào tháng 8 năm 2013, Bảng Rủi ro Sentry đã bắt đầu sử dụng lịch thiên văn hành tinh (DE431) cho tất cả các xác định quỹ đạo NEO. DE431 (lịch thiên văn cơ thể nhỏ JPL: SB431-BIG16) mô hình tốt hơn các nhiễu loạn hấp dẫn của các hành tinh và bao gồm 16 tiểu hành tinh vành đai chính lớn nhất.
JPL đã đưa ra những thay đổi lớn lên trang web vào tháng 2 năm 2017 và chuyển hướng lại trang cổ điển vào ngày 10 tháng 4 năm 2017.
Tính đến  tháng 7 năm 2019 there are over 20,000 vật thể gần Trái Đất trong đó có khoảng 920 tiểu hành tinh gần Trái Đất được liệt kê trên bảng rủi ro. Nhiều đối tượng trên bảng rủi ro quá nhỏ để đủ điều kiện là một vật thể có khả năng gây nguy hiểm bởi vì các vật thể có đường kính nhỏ hơn khoảng 140 mét hoặc có cấp sao tuyệt đối < 22. Tính đến tháng 7 năm 2019, chỉ có khoảng ~ 40 đối tượng trong bảng rủi ro đủ lớn để đủ điều kiện làm PHO. Hơn 2.300 tiểu hành tinh đã bị xóa khỏi bảng rủi ro kể từ khi nó được phóng vào năm 2002.
Hai sao chổi duy nhất xuất hiện trong Bảng rủi ro Sentry là 197P/LINEAR (2003 KV2) và 300P/Catalina (2005 JQ5).

## Hướng đạo
Em trai của Sentry quét Scout gần đây đã phát hiện các vật thể trên Trang Xác nhận NEO của Trung tâm Hành tinh nhỏ với các chỉ định được người dùng gán và không chính thức vì chúng chưa được xác nhận bởi các quan sát bổ sung. Đánh giá rủi ro tác động được đánh giá theo thang điểm 04 (không đáng kể, nhỏ, khiêm tốn, trung bình hoặc tăng). Hướng đạo được sử dụng để giúp xác định các tác động chuẩn bị xảy ra.